# 成都地铁18号线
成都地铁18号线是位于四川省成都市，隶属于成都地铁的一条快速地铁线，线路代表色为深青色，是连接中心城区和成都天府国际机场、简阳市的快线，最高时速160km/h，目前已开通区间69.39千米，启用12座车站。大部分车站于2020年启用，天府机场1号2号航站楼站于2021年随天府机场开通启用，深入城区的三期工程预计2026年启用。18号线天府站至天府机场北区间同时共线运营19号线列车服务。

## 线路概要
成都地铁18号线一、二期工程串联火车南站、金融城、环球中心、西部博览城、未来规划的国铁车站——天府站，以隧道的形式穿越龙泉山脉，途经三岔湖、止于成都天府国际机场，线路全长66.16公里，其中一期工程（含龙泉山隧道）41.08公里，二期工程（不含龙泉山隧道）24.98公里。设10座地下站，2座地面站，平均站间距5.5公里。18号线火车南站至西博城站区间线路走向与1号线几乎重叠，但并无任何共线路段。天府站至天府机场北站区间后来则成为18号线与19号线共线路段。
18号线三期工程分南北两段。北延线沿着1号线的路线，连接火车南站与火车北站，线路长度约10.973公里，均为地下线，下穿锦江及府河，原计划设5座车站，均为地下站；分别为倪家桥站、省体育馆站、天府广场站、骡马市站、火车北站，平均站间距2.2公里，依然沿用最高运行速度可达140公里/小时的市域快线技术标准。后因天府广场周边施工风险大等原因，初步设计阶段取消了天府广场站。南段起于天府机场1号2号航站楼站，向北延伸至临江停车场。设天府机场北站和临江停车场，并预留官堰站土建工程。其中天府机场1号2号航站楼站至天府机场北站段长3.163km，已与一期二期工程同步实施；天府机场北站至临江停车场段长2.578km，初期仅作为出入段线使用。
18号线四期工程分北东两段，目前未获批复建设，具体走向详见未来发展一节，不过其中北段的凤台三路站和凤凰山停车场已随成都市域铁路S11线（德阳线）同步开工建设。
18号线采用交流25KV架空接触网授电方式，最高设计时速为160㎞/h（天府站至机场北站区间）。18号线采用8辆编组的市域A型车，列车最高运行时速140km/h，另外与18号线共线运营的19號線列车最高时速为160km/h。
海昌路站、三岔站设置待避线，目前开行普线大、小交路和直达车三种车次。直达车从火车南站直达到天府机场1号2号航站楼，耗时33分钟。普线车次每个站都会停靠，大交路全程耗时49分钟，详见行车安排一节。另外天府站至天府机场北站间共线运营19号线列车服务（分为普线与直达车）。

## 大事记
- 2016年
  - 8月9日，四川省发改委下达了《关于成都市轨道交通18号线一期工程可行性研究报告的批复》，正式批复同意建设成都市轨道交通18号线一期工程[10]；
  - 8月16日，成都地铁18号线正式开工建设[11]；
- 2017年
  - 2月28日，成都地铁18号线首台盾构机始发[12]；
  - 6月27日，四川省发改委下达了《关于成都轨道交通18号线二期工程可行性研究报告的批复》，正式批复同意建设成都轨道交通18号线二期工程[13]；
  - 8月18日，成都地铁18号线兴隆站主体结构封顶，成为首个封顶的车站[14]。
- 2018年
  - 6月初，18号线一期工程全部车站封顶。
  - 9月3日，18号线全线最长的高瓦斯隧道龙泉山隧道2号斜井出口段左线贯通。
  - 10月24日，福田站－T3T4航站楼站区间低瓦斯隧道双向贯通。
- 2019年
  - 1月20日，18号线在合江车辆段立起首根接触网线杆。
  - 1月29日，18号线一二期全线高架段“桥通”。
  - 6月2日，18号线一二期全线地下段“洞通”。
  - 6月13日，18号线列车正式亮相并在成都展开异地调试工作。
  - 12月24日，18号线一期35kV环网“电通”。
- 2020年
  - 1月20日，18号线一二期工程“短轨通”。
  - 3月30日，18号线一期工程轨行区移交运营。
  - 3月31日，18号线一二期工程“长轨通”。
  - 4月15日，18号线合江车辆段正式投用。
  - 5月11日，成都市民政局公示18号线三期工程车站命名，征求意见。[15]
  - 6月1日，18号线首开段全部区间测试联调完成。
  - 6月2日，18号线首开段进入空载试运行阶段。
  - 6月12日，成都市民政局公布18号线三期工程车站标准名称。[16]
  - 8月26日，成都市住建局（市轨道办）召开成都轨道交通18号线一二期首开段工程初步竣工验收会议[1]。
  - 9月27日9:30，18号线首开段于成都地铁开通运营十周年之际正式开通初期运营。
  - 12月18日10:00，18号线三岔（不含）至天府机场北段开通初期运营。
- 2021年
  - 6月27日，隨着成都天府國際機場的啓用，天府机场1号2号航站楼站投入运营，18號綫也開始提供快速列車服務。
  - 12月8日，该工程获得中国施工企业管理协会评选的2020-2021年度国家优质工程奖金奖。[3]
- 2022年
  - 12月13日，成都市民政局公示18号线1座车站命名，征求意见。其中将原名为“天府新站”的车站命名为“天府站”。[17]
- 2023年
  - 2月7日，成都市民政局发布公告，宣布天府站公示站名无异议，确定为车站标准名称。[18]
  - 8月13日，18号线福田站正式启用。[19]
  - 9月19日至9月21日，为配合19号线二期开通调试，17、18号线提前至22：00结束运营。[20]
  - 9月26日起，18、19号线开启共线段（天府站－天府机场北）列车测试。[21]
  - 11月28日，配合19号线二期开通，18号线开通天府站付费区以供换乘（无法出闸），小交路载客终点自兴隆站延长至天府站，大交路增加停靠天府站。天府站至天府机场北区间成为与19号线共线运营区间，该区间各车站运营时长小幅延长。
- 2024年
  - 12月30日，18号线四期工程可行性研究及勘察设计总承包招标。[22]

## 车站
18号线一、二、三期共设车站18座，已开通12座：
| 成都地铁18号线车站列表 |          |          |          |          |                            |                                         |                                         |                                              |                                         |                                         |                                         |                                         |                                         |                                         |                                         |                                         |
| 工程                   | 运行交路 | 运行交路 | 运行交路 | 运行交路 | 运行交路                   | 车站 编号                               | 车站名称                                | 英文名称                                     | 开通 日期                               | 里程（公里）                            | 里程（公里）                            | 车站类型                                | 车站类型                                | 车站类型                                | 换乘线路                                | 所在地                                  |
| 工程                   | 18号线   | 18号线   | 18号线   | 19号线   | 19号线                     | 车站 编号                               | 车站名称                                | 英文名称                                     | 开通 日期                               | 站间                                    | 累计                                    | 位置                                    | 站台                                    | 配线                                    | 换乘线路                                | 所在地                                  |
| 工程                   | 普线     | 普线     | 直达     | 共线     | 直达                       | 车站 编号                               | 车站名称                                | 英文名称                                     | 开通 日期                               | 站间                                    | 累计                                    | 位置                                    | 站台                                    | 配线                                    | 换乘线路                                | 所在地                                  |
| 四期北段               | 規劃中   | 規劃中   | 規劃中   | 規劃中   | 規劃中                     |                                         | 凤凰山                                  |                                              | 2030年                                  |                                         |                                         | 地下                                    | 双岛式站台                              | S11线联络线 出入段线                    | S11线（德阳线）                         | 金牛区                                  |
| 四期北段               | 規劃中   | 規劃中   | 規劃中   | 規劃中   | 規劃中                     |                                         | 双水碾                                  | Shuangshuinian                               | 2030年                                  |                                         |                                         | 地下                                    | 未知                                    |                                         | 27号线 2712                             | 成华区                                  |
| 三期                   | 建设中   | 建设中   | 建设中   | 建设中   | 建设中                     | 1801                                    | 火车北站                                | North Railway Station                        | 预计2026年                              | -                                       | 0                                       | 地下                                    | 岛式站台                                |                                         | 1号线 0103 7号线 0701 成都站            | 金牛区                                  |
| 三期                   | 建设中   | 建设中   | 建设中   | 建设中   | 建设中                     | 1802                                    | 骡马市                                  | Luomashi                                     | 预计2026年                              | 3.641                                   | 3.641                                   | 地下                                    | 岛式站台                                |                                         | 1号线 0106 4号线 0412 10号线 1001       | 青羊区                                  |
| 三期                   | 建设中   | 建设中   | 建设中   | 建设中   | 建设中                     | 1803                                    | 省体育馆                                | Sichuan Gymnasium                            | 预计2026年                              | 3.722                                   | 7.363                                   | 地下                                    | 岛式站台                                |                                         | 1号线 0110 3号线 0322                   | 武侯区                                  |
| 三期                   | 建设中   | 建设中   | 建设中   | 建设中   | 建设中                     | 1804                                    | 倪家桥                                  | Nijiaqiao                                    | 预计2026年                              | 1.008                                   | 8.371                                   | 地下                                    | 岛式站台                                |                                         | 1号线 0111 8号线 0818                   | 武侯区                                  |
| 一期                   | ●        | ●        | ●        | 至19号线 | 至19号线                   | 1805                                    | 火车南站                                | South Railway Station                        | 2020年9月27日                           | 2.062                                   | 10.433                                  | 地下                                    | 岛式站台                                |                                         | 1号线 0113 7号线 0716 成都南站          | 武侯区 （高新南区）                     |
| 三期                   | ●        | ●        | \|       | 至19号线 | 至19号线                   | 1806                                    | 孵化园                                  | Incubation Park                              | 2020年9月27日                           | 3.003                                   | 13.436                                  | 地下                                    | 岛式站台                                |                                         | 1号线 0116 9号线 0903                   | 武侯区 （高新南区）                     |
| 一期                   | ●        | ●        | \|       | 至19号线 | 至19号线                   | 1807                                    | 锦城广场东                              | Jincheng Plaza East                          | 2020年9月27日                           | 0.943                                   | 14.379                                  | 地下                                    | 岛式站台                                |                                         |                                         | 武侯区 （高新南区）                     |
| 一期                   | ●        | ●        | \|       | 至19号线 | 至19号线                   | 1808                                    | 世纪城                                  | Century City                                 | 2020年9月27日                           | 1.514                                   | 15.893                                  | 地下                                    | 岛式站台                                |                                         | 1号线 0118                              | 武侯区 （高新南区）                     |
| 一期                   | ●        | ●        | \|       | 至19号线 | 至19号线                   | 1809                                    | 海昌路                                  | Haichang Road                                | 2020年9月27日                           | 6.884                                   | 22.777                                  | 地下                                    | 双岛式站台                              | 待避线                                  | 1号线 0124                              | 双流区 （天府新区）                     |
| 一期                   | ●        | ●        | \|       | 至19号线 | 至19号线                   | 1810                                    | 西博城                                  | Western China Int'l Expo City                | 2020年9月27日                           | 7.533                                   | 30.310                                  | 地下                                    | 岛式站台                                |                                         | 1号线 0130 6号线 0650                   | 双流区 （天府新区）                     |
| 一期                   | ●        | ●        | \|       | 至19号线 | 至19号线                   | 1811                                    | 兴隆                                    | Xinglong                                     | 2020年9月27日                           | 3.914                                   | 34.224                                  | 地下                                    | 岛式站台                                |                                         |                                         | 双流区 （天府新区）                     |
| 一期                   | ●        | ●        | \|       | 至19号线 | 至19号线                   | 1812                                    | 天府站                                  | Tianfu Station                               | 2023年11月28日（仅换乘）                | 5.237                                   | 39.461                                  | 地下                                    | 岛式站台                                | 19号线联络线 出入段线                   | 19号线 1918 天府站                      | 双流区 （天府新区）                     |
|                        |          |          |          | ↑        | 共线各停 至/自 19号线 金星 | 共线各停 至/自 19号线 金星              | 共线各停 至/自 19号线 金星              | 共线各停 至/自 19号线 金星                   | 共线各停 至/自 19号线 金星              | 共线各停 至/自 19号线 金星              | 共线各停 至/自 19号线 金星              | 共线各停 至/自 19号线 金星              | 共线各停 至/自 19号线 金星              | 共线各停 至/自 19号线 金星              | 共线各停 至/自 19号线 金星              | 共线各停 至/自 19号线 金星              |
|                        |          |          |          |          | ↑                          | 共线直达 至/自 19号线 双流机场2航站楼东 | 共线直达 至/自 19号线 双流机场2航站楼东 | 共线直达 至/自 19号线 双流机场2航站楼东      | 共线直达 至/自 19号线 双流机场2航站楼东 | 共线直达 至/自 19号线 双流机场2航站楼东 | 共线直达 至/自 19号线 双流机场2航站楼东 | 共线直达 至/自 19号线 双流机场2航站楼东 | 共线直达 至/自 19号线 双流机场2航站楼东 | 共线直达 至/自 19号线 双流机场2航站楼东 | 共线直达 至/自 19号线 双流机场2航站楼东 | 共线直达 至/自 19号线 双流机场2航站楼东 |
| 二期                   | ●        |          | \|       | ●        | \|                         | 1813                                    | 三岔                                    | Sancha                                       | 2020年9月27日                           | 19.162                                  | 58.623                                  | 高架                                    | 双岛式站台                              | 待避线                                  | 19号线                                  | 简阳市 （东部新区）                     |
| 三期                   | ●        |          | \|       | ●        | \|                         | 1814                                    | 福田                                    | Futian                                       | 2023年8月13日                           | 7.985                                   | 66.608                                  | 高架                                    | 双岛式站台                              | S3线联络线                              | 19号线 S3线（资阳线）S301               | 简阳市 （东部新区）                     |
| 二期                   | \|       |          | \|       | \|       | \|                         | 1815                                    | 天府机场3号4号航站楼                    | Terminal 3&4 of Tianfu International Airport | 预留                                    | 6.652                                   | 73.260                                  | 地下                                    | 岛式站台                                |                                         | 19号线 S13线                            | 简阳市 （东部新区）                     |
| 二期                   | ●        |          | ●        | ●        | ●                          | 1816                                    | 天府机场1号2号航站楼                    | Terminal 1&2 of Tianfu International Airport | 2021年6月27日                           | 2.524                                   | 75.784                                  | 地下                                    | 岛式站台                                |                                         | 19号线 S13线 天府机场站                 | 简阳市 （东部新区）                     |
| 三期                   | ●        |          | ●        | ●        |                            | 1817                                    | 天府机场北                              | Tianfu International Airport North           | 2020年12月18日                          | 2.601                                   | 78.385                                  | 地下                                    | 岛式站台                                |                                         | 19号线 S13线                            | 简阳市 （东部新区）                     |
| 三期                   | 建设中   | 建设中   | 建设中   | 建设中   | 建设中                     | 18                                      | 官堰                                    |                                              | 预留                                    | 2.567                                   | 80.952                                  | 地下                                    | 岛式站台                                | 出入段线                                |                                         | 简阳市 （东部新区）                     |
| 四期南段               | 規劃中   | 規劃中   | 規劃中   | 規劃中   | 規劃中                     | 1819                                    | 簡陽南站                                |                                              | 規劃中                                  |                                         |                                         | 地下                                    | 岛式站台                                |                                         | 簡陽南站                                | 简阳市 （东部新区）                     |

### 车站装修
成都地铁18号线内装主题为“世界窗口，魅力川蜀”。
首开段9个车站包括重点艺术站4座（天府站、锦城广场东、世纪城、孵化园）和一般艺术站5座（火车南站、海昌路、西博城、兴隆、三岔）。四座重点艺术站分别以“天府中心”、“炫彩天堂”、“金色轨道”、“科技创新”为主题，综合照明、天花、墙面、家具进行一体化设计，打造出完整统一的空间效果；五座一般艺术站则以蓝色或绿色为主色系，使用椭圆形色块为主要装饰元素，象征四川青山绿水的自然风光。在车站立柱上，则装饰有表现糖画、川剧变脸、巴山蜀水、茶马古道、云竹等成都风物的图案。全线车站采用白麻花岗岩铺装地板，大气美观而便于清洁维护。

## 行车安排

### 2020年9月27日起
2020年9月27日，18号线首开段开通，采大小交路1：1模式套跑运营，大交路为火车南站至三岔站，小交路为火车南站至西博城站，高峰最小行车间隔4分30秒。

### 2020年12月18日起
2020年12月18日，18号线三岔（不含）至天府机场北段开通，大交路延伸至天府机场北站。

### 2021年6月27日起
2021年6月27日起，随着成都天府国际机场的启用，天府机场1号2号航站楼站投入运营，18号线也开始提供快速列车服务，快线共停靠6站，其中火车南站至天府机场1号2号航站楼站区间耗时37分（普通车为44分），在早、中、晚共开通6列，快线的运行时刻表如下：
| 停靠站                    | 第一班         | 第二班         | 第三班         |
| ------------------------- | -------------- | -------------- | -------------- |
| 火车南站 1805             | 07:52          | 08:07          | 13:00          |
| 孵化园 1806               | 07:55          | 08:10          | 13:03          |
| 海昌路 1809               | 08:01          | 08:16          | 13:09          |
| 三岔 1813                 | 08:20          | 08:35          | 13:27          |
| 天府机场1号2号航站楼 1816 | 08:30          | 08:45          | 13:37          |
| 天府机场北 1817           | 08:32 （到达） | 08:47 （到达） | 13:39 （到达） |

| 停靠站                    | 第一班         | 第二班         | 第三班         |
| ------------------------- | -------------- | -------------- | -------------- |
| 天府机场北 1817           | 12:43          | 17:18          | 17:47          |
| 天府机场1号2号航站楼 1816 | 12:45          | 17:20          | 17:50          |
| 三岔 1813                 | 12:55          | 17:30          | 18:00          |
| 海昌路 1809               | 13:14          | 17:49          | 18:18          |
| 孵化园 1806               | 13:20          | 17:55          | 18:24          |
| 火车南站 1805             | 13:23 （到达） | 17:58 （到达） | 18:27 （到达） |

### 2023年3月26日起
2023年3月26日起，为顺应天府国际机场第五航季起由双流国际机场转场而增多的航班量，将快车数量增至16列，快线的运行时刻表如下：

| 停靠站                     | 第一班         | 第二班         | 第三班         | 第四班         | 第五班         | 第六班         | 第七班         | 第八班         |
| -------------------------- | -------------- | -------------- | -------------- | -------------- | -------------- | -------------- | -------------- | -------------- |
| 火车南站 1805              | 07:00          | 07:50          | 08:10          | 10:00          | 11:00          | 12:00          | 13:00          | 14:00          |
| 孵化园 1806                | 07:03          | 07:53          | 08:13          | 10:03          | 11:03          | 12:03          | 13:03          | 14:03          |
| 海昌路 1809                | 07:09          | 07:59          | 08:19          | 10:09          | 11:09          | 12:09          | 13:09          | 14:09          |
| 三岔 1813                  | 07:28          | 08:18          | 08:38          | 10:28          | 11:28          | 12:28          | 13:28          | 14:28          |
| 天府机场 1号2号航站楼 1816 | 07:37          | 08:27          | 08:47          | 10:37          | 11:37          | 12:37          | 13:37          | 14:37          |
| 天府机场北 1817            | 07:39 （到达） | 08:29 （到达） | 08:49 （到达） | 10:39 （到达） | 11:39 （到达） | 12:39 （到达） | 13:39 （到达） | 14:39 （到达） |

| 停靠站                     | 第一班         | 第二班         | 第三班         | 第四班         | 第五班         | 第六班         | 第七班         | 第八班         |
| -------------------------- | -------------- | -------------- | -------------- | -------------- | -------------- | -------------- | -------------- | -------------- |
| 天府机场北 1817            | 12:45          | 15:00          | 16:00          | 17:15          | 17:45          | 21:00          | 22:00          | 23:00          |
| 天府机场 1号2号航站楼 1816 | 12:48          | 15:03          | 16:03          | 17:18          | 17:48          | 21:03          | 22:03          | 23:03          |
| 三岔 1813                  | 12:57          | 15:12          | 16:12          | 17:27          | 17:57          | 21:12          | 22:12          | 23:12          |
| 海昌路 1809                | 13:16          | 15:31          | 16:31          | 17:46          | 18:16          | 21:31          | 22:31          | 23:31          |
| 孵化园 1806                | 13:22          | 15:37          | 16:37          | 17:52          | 18:22          | 21:37          | 22:37          | 23:37          |
| 火车南站 1805              | 13:24 （到达） | 15:39 （到达） | 16:39 （到达） | 17:54 （到达） | 18:24 （到达） | 21:39 （到达） | 22:39 （到达） | 23:39 （到达） |

### 2023年6月1日起
2023年6月1日起，18号线小交路调整为火车南站至兴隆站（列车实际在天府站折返）；取消快车班次，改为开行直达车，直达车共停靠3站（火车南站、天府机场1号2号航站楼站和天府机场北站），其中火车南站至天府机场1号2号航站楼站区间耗时33分（普通车为44分），全天运营时间内共开通36列，其中每日第一班直达车为线路首发车，5时55分发车，其余班次7时至23时整点从火车南站和天府机场北站发车。火车南站岛式站台东侧站台面仅停靠直达车。
直达列车在海昌路站和三岔站“超车”普线列车。

### 2023年11月28日起
配合19号线二期开通，18号线开通天府站，小交路载客终点自兴隆站延长至天府站，大交路增加停靠天府站，天府站仅供站内换乘。
19号线二期工程开行连接双流机场和天府机场的直达车次：列车从19号线双流机场2航站楼东出发，一站直达天府机场1号2号航站楼，中途在天府站不停车贯通运营至18号线区间。直达车共耗时30分（普通车为41分），每日开行6对，时刻表如下：
| 停靠站                     | 第一班         | 第二班         | 第三班         | 第四班         | 第五班         | 第六班         |
| -------------------------- | -------------- | -------------- | -------------- | -------------- | -------------- | -------------- |
| 双流机场2航站楼东 1909     | 06:30          | 11:30          | 13:30          | 15:30          | 21:30          | 22:30          |
| 天府机场 1号2号航站楼 1816 | 07:00 （到达） | 12:00 （到达） | 14:00 （到达） | 16:00 （到达） | 22:00 （到达） | 23:00 （到达） |

| 停靠站                     | 第一班         | 第二班         | 第三班         | 第四班         | 第五班         | 第六班         |
| -------------------------- | -------------- | -------------- | -------------- | -------------- | -------------- | -------------- |
| 天府机场 1号2号航站楼 1816 | 06:30          | 11:30          | 13:30          | 15:30          | 21:30          | 22:30          |
| 双流机场2航站楼东 1909     | 07:00 （到达） | 12:00 （到达） | 14:00 （到达） | 16:00 （到达） | 22:00 （到达） | 23:00 （到达） |

## 车辆
成都地铁18号线使用的是时速140公里的8节编组A型地铁列车，由中车四方设计制造，全线配车26列。该列车全长187米，宽3米，定员载客量2096人，最大载客量2958人。列车采用25kV架空接触网供电。
列车端部使用较成都地铁早前车辆空气阻力更小的流线型车头设计，以降低风阻、提高运行速度。全车采用白色车身并饰以黑色车窗色带与红色飘带的涂装，每一节车厢单侧仅四个车门，较普通A型地铁车辆少一个，其位置被用以布置横向座椅。
车内使用了横向、纵向交替布置的座椅。座椅均采用玻璃钢材质、通体橙色调，与先前成都地铁铝合金座椅有所不同而类似于10号线列车座椅。车内座椅靠背被特别加高以提高乘坐舒适度。在18号线列车内，横向座椅旁设置了小型扶手供站立乘客握持，类似于CRH6型动车组上的设计。为满足前往天府国际机场乘客的需求，每节车厢增设了两个大件行李架。除了最早见于7号线列车的车门上方LCD动态地图显示屏和车厢端部LED走字屏，18号线列车车厢顶部还增设了可以自动调节亮度的纵向LCD动态信息显示屏，以期实现更好的信息展示效果。另外，部分列車使用藍色全新塗裝，編組座椅更換為軟包式座椅加天空藍椅布套，提高旅客舒適性，主要用於快車服務。
考虑到18号线列车运行速度较高且要穿过龙泉山隧道，其采用了客室气压调节技术并使用了气密性更好的塞拉门。为提升舒适感，列车使用了带防晒膜的双层有色玻璃、隔音性能更佳的地板材料和加厚的车厢间贯通道棚布。此外，列车还采用了司机室电动座椅、更先进的弓网监测系统、基于4G/5G传输的车门控制系统等技术。

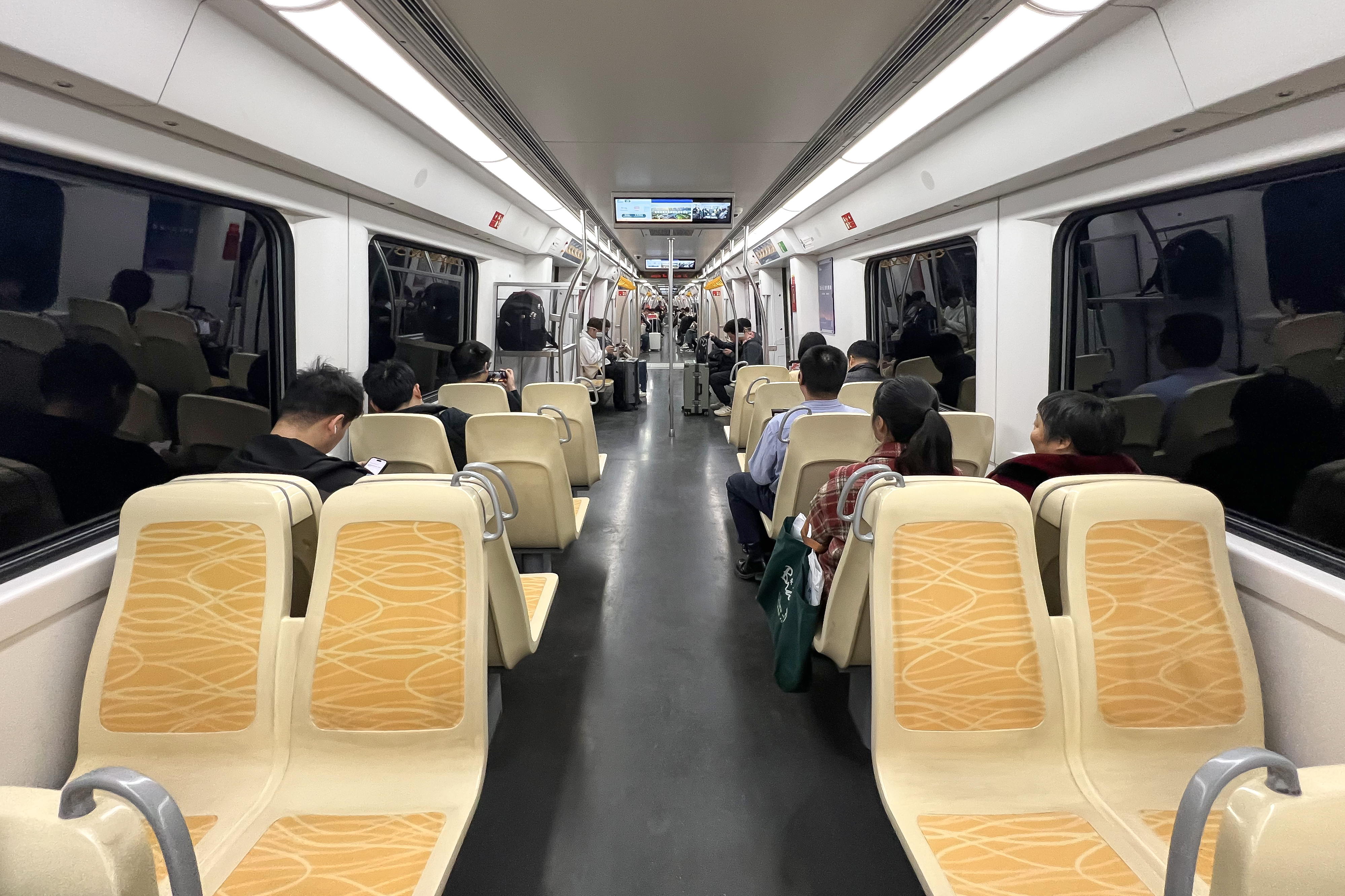
普通车辆内饰
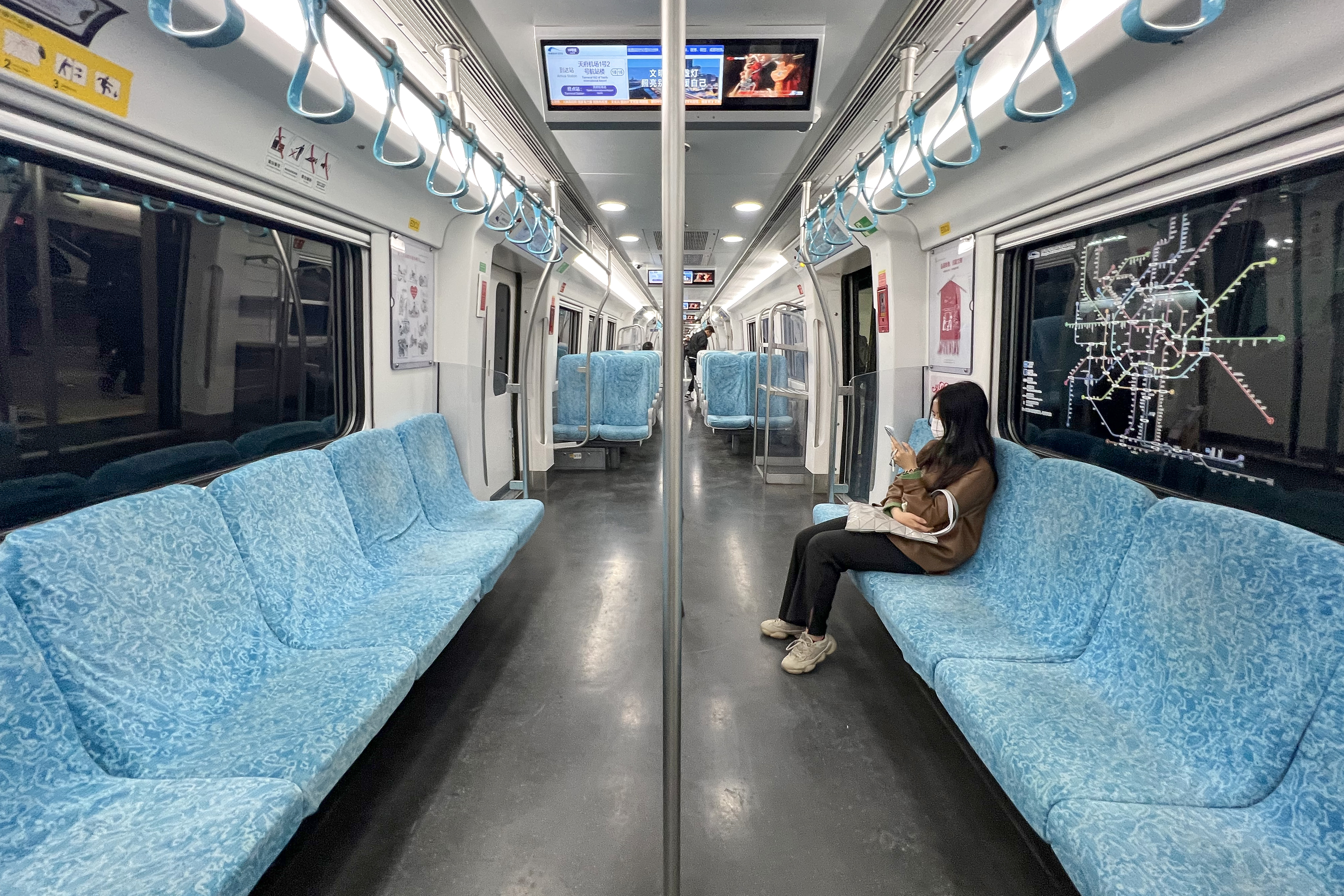
软座车辆内饰

## 未来发展

### 四期工程
18号线四期工程分为北段和东段两部分，全长7.1km，均为地下线，共设置车站4座，其中换乘站3座，直接工程投资约43.22亿元，属成都地铁第五期建设规划内容，现已启动可行研究及勘察设计招标。

#### 北段
18号线四期工程北段规划起于三期终点火车北站，向北延伸，止于凤台三路，设3座车站，其中双水碾站与27号线换乘
，凤台三路站与S11线换乘；并于凤台三路站站后增设凤凰山停车场1座，停车场附设车站1座。其中凤台三路站与凤凰山停车场以“18号线四期工程同体同步工程”名义，已随成都市域铁路S11线开工建设。

#### 东段
18号线四期工程东段规划起于三期终点官堰站，止于简阳南站，向东北延伸，设简阳南站一座车站。

### 加站
18号线在武廟（天府站與三岔區段之間）與福田西（三岔與福田區段之間）有預留加站的可能性。

### 未来规划换乘线路
- 锦城广场东：23号线 29号线（未來計劃與1号线锦城广场合併）
- 世纪城：33号线
- 兴隆：16号线
- 天府站：26号线
- 三岔：S2号线
- 天府机场3号4号航站楼：S3线 S13线
- 天府机场1号2号航站楼：S13线
- 天府机场北：S13线